# Zamek w Mińsku
Zamek w Mińsku (biał. Мінскі замак, Minski zamak) – drewniana budowla obronna w Mińsku, zbudowana w połowie XI wieku na prawym brzegu rzeki Świsłocz przy ujściu do niej rzeki Niamiha (rejon placu 8 Marca); zniszczona na początku XIX wieku, a ostatecznie zniwelowana przez władze sowieckie w latach 50. XX wieku. Obszar, który w przeszłości otaczały wały zamkowe, otrzymał nazwę Zamczyska.

## Stan badań
Zamek w Mińsku był zbudowany na naturalnej wyspie, w miejscu, gdzie Niemiga wpada do Świsłoczy. Niemiga zachowała się do naszych czasów w postaci niewielkiego potoku, zamkniętego w betonowych kolektorach. Zamczysko zlokalizowano w pobliżu współczesnego placu 8 Marca. Obecnie obok przebiega Prospekt Zwycięzców.
Wzmianki o mińskim zamku zawierają notatki moskiewskiego kupca, Trifona Korobiejnikowa, z 1593 roku oraz korespondencja cara Aleksego I z wojewodami moskiewskimi, wyznaczonymi przez niego na miasta litewskie w okresie wojny polsko-rosyjskiej w latach 1654–1667. Zachowały się plany zamku z XVIII–XIX stulecia, na których odnotowano położenie fragmentów wału. W latach pięćdziesiątych XX wieku, przed rozpoczęciem rozbudowy magistrali Parkowej (obecnie Prospekt Zwycięzców), były widoczne ślady dawnego systemu ulic.
Wykopaliska archeologiczne na terenie dzisiejszego placu 8 Marca, położonego na niewielkim wzniesieniu o wymiarach 75×45 m, rozpoczęto w połowie XX wieku. Przebiegały w kilku etapach: w latach 1945–1951 i 1957–1961 oraz w 1976 roku. Badania wykazały, że miasto na samym początku było planowane jako twierdza dla ochrony granic. Dotychczasowa analiza warstw kulturowych wału nie wykazała obecności człowieka na tym obszarze przed powstaniem zamku w drugiej połowie XI wieku. Badania dendrochronologiczne belek, stanowiących wzmocnienie wału, pozwoliły ustalić czas powstania pierwszych budowli na tym obszarze na rok 1063. W 1949 roku na głębokości 1,5 m, w pobliżu dzisiejszego Domu Kultury Fizycznej DSO „Trudowyje riezierwy”, odkryto pozostałości po świątyni we wschodniej części zamku. Naukowcy metodą stratygraficzną datują jej powstanie na lata 1071–1085. O tym, że w Mińsku w XI wieku istniała świątynia chrześcijańska, nie wspominają żadne źródła pisane.
Na 2011 rok zaplanowane są kolejne prace archeologiczne. Przewidziane jest stworzenie centrum historyczno-archeologicznego, gdzie zostaną wyeksponowane znalezione na tym terenie przedmioty; ekspozycje poparte będą prezentacją multimedialną. Planuje się także rekonstrukcję domów odzwierciedlających rzeczywistość XII wieku. Odbudowane zostaną wał i umocnienia zamkowe, a także odtworzony potok, który niegdyś opływał zamek. Planowane jest zakończenie badań nad odkrytymi w 2009 roku: częścią bramy wjazdowej i fragmentem uliczki, prowadzącej od bramy do świątyni.

## Historia

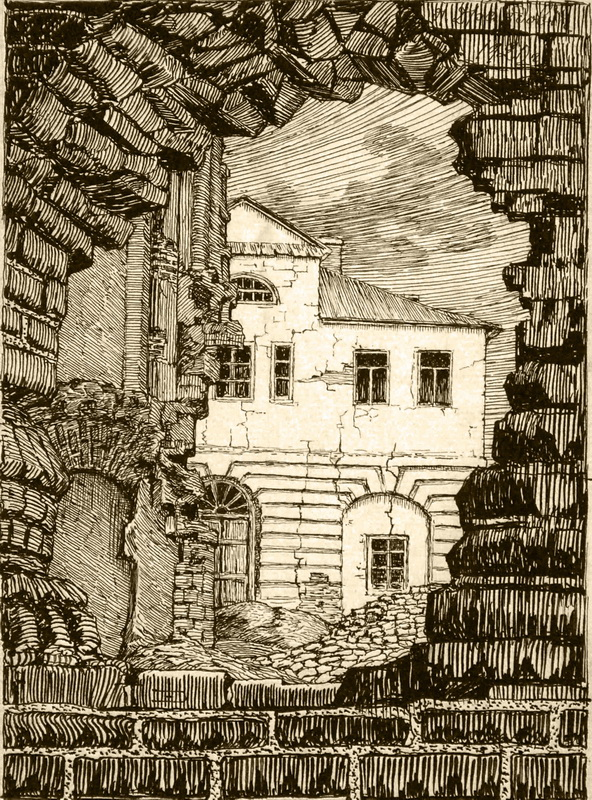
Ruiny na mińskim Zamczysku (rys. J. Drazdowicza)

Mińsk po raz pierwszy pojawił się w źródłach pisanych w Powieści lat minionych pod rokiem 1067. Należał do Księstwa połockiego. Na prawym brzegu Świsłoczy, w miejscu ujścia do niej Niemigi, w drugiej połowie XI wieku powstał drewniany zamek, który miał pełnić funkcję obronną granic południowych państwa Wsiesława Czarodzieja. Z nieznanych przyczyn budowa jednak nie została ukończona. Zamek otaczał wał. W niektórych miejscach wysokość wału wynosiła ponad dziesięć metrów. Do umocnień zamku należała także fosa, napełniona wodą.
W XII i XIII stuleciach wokół mińskiego zamku formowało się miasto – w kierunku południowym, południowo-zachodnim i południowo-wschodnim; gród obronny liczył 80–82 domy i około 400–500 mieszkańców. Pod koniec XV i na początku XVI wieku zamek posiadał znaczną liczbę armat i innej tego typu broni. Według Kroniki Bychowca w 1505 roku zamek odparł najazd Tatarów pod wodzą Mengli Gireja, samo miasto natomiast zostało spalone.
W XVI wieku nastąpił rozwój miasta. Tereny wokół zamku zostały zagospodarowane pod rzemieślniczo-handlową posadę. Na sąsiednim wzgórzu, na południe od zamku, wyłonił się nowy ośrodek życia gospodarczego i kulturalnego – Wysoki Rynek, w którego centrum wzniesiono ratusz. Korzystne położenie nowej dzielnicy, z dala od podmokłych obszarów wokół wzgórza zamkowego, dawało większe możliwości ekonomicznego rozwoju Mińska i ograniczyło znaczenie zamku. W połowie XVI wieku zamek miński był już tylko częścią miejskiej przestrzeni publicznej. Na jego terenie znajdowały się takie zabudowania, jak domy mieszkalne, cerkiew Narodzenia Bogurodzicy, składy, stajnie. W jednej z wież mieściło się więzienie. Drewniane umocnienia zamku niejednokrotnie ulegały zniszczeniom na skutek pożarów, na przykład w latach 1505, 1547, 1552, 1569 i in. Mimo iż był za każdym razem odbudowywany, przestawał stopniowo pełnić swoją funkcję obronną.
Po podpisaniu unii lubelskiej w 1569 roku Mińsk został stolicą województwa mińskiego, a zabudowania zamkowe zostały przeznaczone na użytek władz administracyjnych. Od 1581 roku na zamku odbywały się posiedzenia Najwyższego Trybunału Wielkiego Księstwa Litewskiego. Obrady trwały przez okres dwunastu tygodni co dwa lata. Podnosiło to status miasta, równając je rangą z Nowogródkiem i Wilnem. Do połowy XVII wieku zamek był rezydencją namiestnika wielkoksiążęcego. Od 1612 roku w budynku zamkowego sądu znajdowało się miejskie archiwum. W dokumentach z XVII–XVIII wieku zamek w Mińsku wspominany był zwykle jako miejsce prowadzenia sejmików szlacheckich, zarazem jednak jeszcze w 1750 roku obsadzony był załogą. W XVII wieku w obrębie zamku wzniesiono murowany budynek sądu grodzkiego (zamkowego), znany z rysunków Jazepa Drazdowicza oraz z fotografii z pierwszej połowy XX wieku.
Na skutek działań wojennych podczas konfliktów XVII–XVIII wieku oraz towarzyszących im epidemii, Mińsk został prawie całkowicie zburzony i wyludniony. W okresie wojny polsko-rosyjskiej 1654–1667 zamek i miasto w latach 1655–1660 były okupowane przez wojska cara Aleksego Michajłowicza. Jednocześnie miasto znajdowało się w polu działań wojennych wojsk rosyjskich pod dowództwem Iwana Chowańskiego, prowadzonych przeciwko Litwinom, aż w 1660 roku Mińsk został odbity przez połączone wojska litewsko-polskie. W czasach wojny północnej 1700–1721 zamek był niszczony kolejno przez wojska rosyjskie i szwedzkie. W 1778 roku został zniszczony przez pożar. Po raz ostatni zapis o nim pojawił się w źródłach pisanych w 1793 roku w lustracji, przeprowadzonej przez urzędników rosyjskich po zagarnięciu Mińska przez Imperium Rosyjskie. Po rozbiorach Polski zabudowania zamkowe przeszły w ręce prywatne i uległy degradacji.
Do połowy XIX wieku Zamczysko stanowiło jedno z centrów handlowych Mińska. Na przełomie XIX–XX stuleci w rejonie byłego zamku trwała rozbudowa linii komunikacji miejskiej. Na skutek oczyszczania terenu po zamku pozostały jedynie wały. W 1931 roku na obszarze byłego zamku zbudowano plac 8 Marca. W drugiej połowie XX wieku, w trakcie badań archeologicznych, góra zamkowa była rozkopywana, a ziemia wywożona poza granice miasta. Do czasów współczesnych zachowały się resztki najstarszej warstwy kulturowej, znajdującej się pod ochroną państwa białoruskiego.

## Architektura

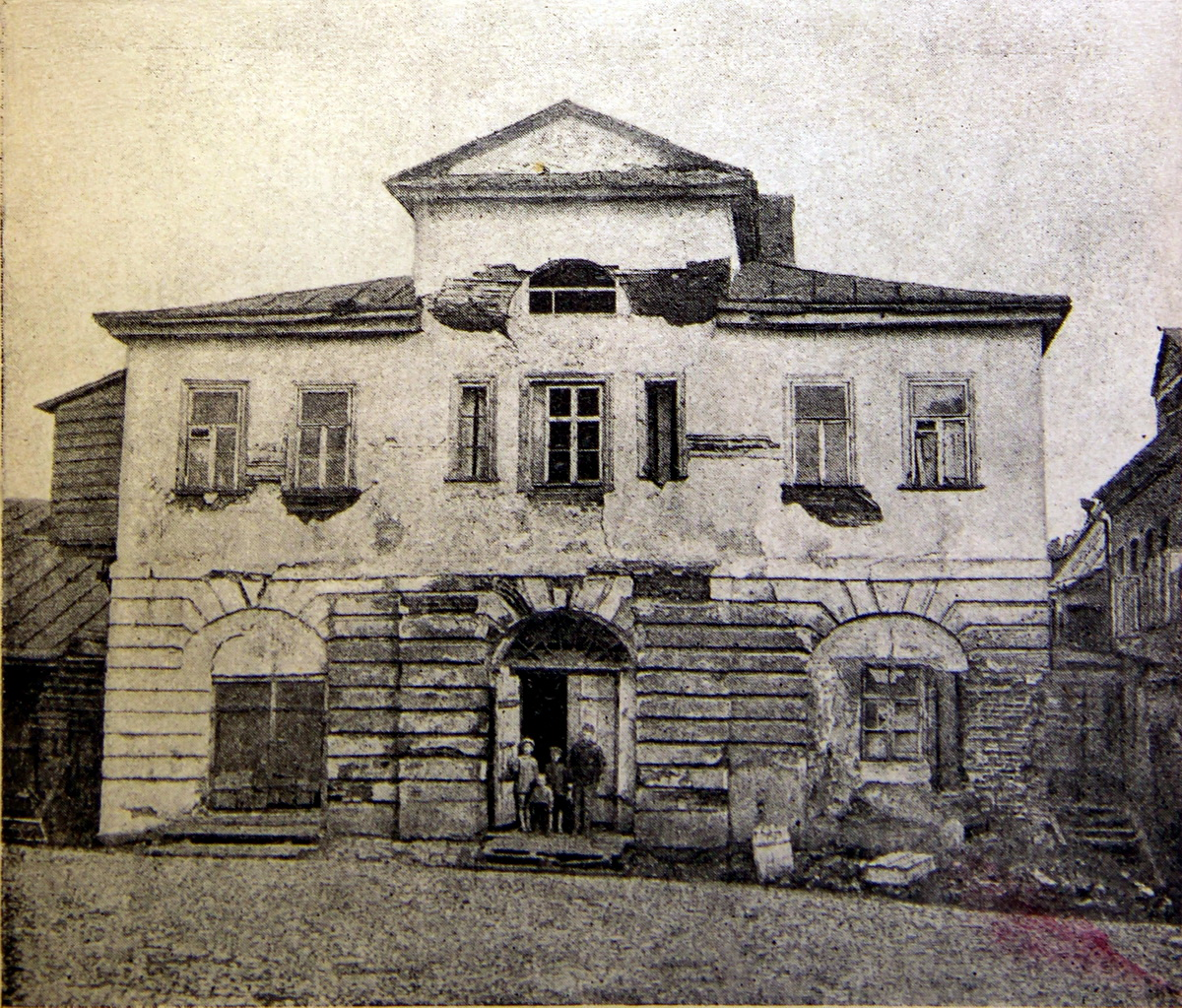
Stary budynek sądu grodzkiego, znajdującego się na terenie zamku (fot. z pocz. XX w.)

### Konstrukcje obronne
Zamek był położony na niewielkim podłużnym wzniesieniu. Od strony południowo-wschodniej teren zamkowy otaczała lewa odnoga Niemigi. Przypuszczalnie nosiła nazwę Mienka lub Mień i obecnie nie istnieje. Od wschodu płynęła rzeka Świsłocz. Od strony północnej, zachodniej i południowo-zachodniej, jak wskazuje plan z 1773 roku, wzgórze zamkowe było chronione przez podmokłe bagniste tereny. Na podstawie badań archeologicznych ustalono, że zamek był tylko fragmentem umocowanego grodu, położony na stosunkowo płaskiej części wzniesienia.
Strategiczne położenie zamku mińskiego na naturalnej wyspie wzmacniał sztuczny wał, usypany z piasku i ustabilizowany za pomocą drewnianych konstrukcji z bierwion. Budowa wału przebiegała dwuetapowo. Początkowo jego szerokość wynosiła 14 m, zwiększono ją do 22–25 m, a na niektórych odcinkach – do 30–32 m. Wewnętrzny jego stok był obłożony darnią. Zewnętrzna strona wału miała pochylenie 50–52°, wewnętrzna – 47°. Stok wewnętrzny miał wyprofilowane schody. Podstawa południowo-wschodniej części wału, przy rzece, dodatkowo była wzmocniona masywną drewnianą substrukcją, składającą się z dziewięciu warstw długich bierwion sosnowych, położonych ściśle przy sobie prostopadle do osi wału. Między warstwami mieściły się belki, będące częścią głównej konstrukcji wału.
Zamek w Mińsku zbudowany był z drewna. Jego wysokość wraz z wałem wynosiła od 13 (wysokość wału – 8 m, wysokość palisady drewnianej – 5 m) do 15 m. Zamek był otoczony fosą wypełnioną wodą. W planie zamek miał kształt półkola. Jego powierzchnia wynosiła 3 ha. Rozciągnięty od brzegu Świsłoczy na północny wschód miał długość 270–300 m, szerokość zaś w środkowej jego części sięgała 150 m. Wjazd do zamku stanowiło silnie bronione przejście o szerokości 3,4 m. Brama znajdowała się w południowo-wschodniej części zamku. Z lewej strony była ukryta wychylonym do przodu wałem, co w razie ostrzału powodowało zmniejszenie siły uderzenia. Przypuszczalnie po obu stronach bramy znajdowały się dwie wieże, zbudowane w drugiej połowie XI wieku. Na planach z 1773 roku wał zamkowy miał dwie przerwy dla bram wjazdowych: od północy i od południowego wschodu. Przez bramę południowo-wschodnią przebiegała wówczas ulica Wielka (później Staro-Miasnicka). Na planach z lat 1793 i 1797 wał miał już trzy przerwy. W jego północnej części zbudowano drugą bramę.

### Planowanie wewnętrzne
Centralna część terenu wewnątrz murów zamkowych była przecięta ulicami o szerokości 3–4 m, biegnącymi w stronę bramy zamkowej. Ich odgałęzienia prowadziły do zabudowań mieszkalnych. Nawierzchnia ulic była zrobiona z bierwion, umocowanych prostopadle do ułożonych pod nimi w 2–3 rzędach wzdłużnych belkach. Główna ulica twierdzy nosiła nazwę Zamkowej i przecinała teren wewnątrz murów zamkowych z południowego wschodu na północny zachód. Swój początek miała w miejscu położonym około 300 m od Świsłoczy. Z czasem była wydłużona za wał aż do skrzyżowania z ulicą Wielką Tatarską (obecnie Dimitrowa, jej fragment poza wałami zachował się do dziś), która odrobinę skręcała na południe i stanowiła jej przedłużenie. Z drugiej strony ulica Zamkowa kończyła się na wysokości powstałych w późniejszym okresie ulic Podzamcze i Zawalnej, które z zachodu zataczały półkole. Jedna z większych ulic przecinała wschodnią część dziedzińca zamkowego w kierunku północ-południe. Jej szerokość wynosiła 4 m. W bok od niej odbiegały mniejsze uliczki. W trakcie przeprowadzonych na tej ulicy badań archeologicznych odsłonięto czterdziestometrowy odcinek z trzynastoma belami zachowanej drewnianej nawierzchni. Ulice Podzamcze, Zawalna i jej boczna oraz pozostałe w obrębie zamku – Miasnicka, Wałowa – nie zachowały się.
Obszar zamkowego dziedzińca był podzielony na dwory, ogrodzone palisadą z wkopanych w ziemię bali. Podczas wykopalisk odkryto pozostałości po około 130 drewnianych budynkach, pochodzących z XI–XIV wieków. Niektóre z dworów miały po 4–5 zabudowań gospodarczych oraz 1–2 izby mieszkalne, wzniesione przy palisadzie. Wolne od zabudowań place przed domami były nakryte drewnianą nawierzchnią.
Panującą formą architektoniczną były jednokondygnacyjne budynki o konstrukcji zrębowej, które stanowiły 80% zabudowań zamku. Budynki miały przeważnie po jednym pomieszczeniu o powierzchni 16–25 m². Wejścia do izb budowano od strony dworu. Izby posiadały drewniane podłogi, położone na wysokości między drugim a trzecim lub trzecim a czwartym wieńcem. W pomieszczeniach mieszkalnych w kącie przy wejściu urządzano gliniane piece bez kominów (dym wydostawał się przez otwory okienne bądź drzwi), wzmacniane ramką z patyków lub kłosów. Podstawę pieców stanowiły kamienie. 20% wewnętrznych zabudowań zamku miała konstrukcję przysłupową. Takie budowle były przeznaczone do celów gospodarczych. Eksploatacja jednego budynku wynosiła przeciętnie 20–30 lat. Ustalono, że w miejsce zniszczonych domów i ulic powstawały takie same budynki i wytyczano ulice w identyczny sposób. Była to charakterystyczna cecha dla zagospodarowania przestrzennego Mińska.

### Świątynia zamkowa
W warstwach datowanych na XI wiek, odkryto kamienny fundament świątyni o wymiarach 12×16 m. Była ona zlokalizowana we wschodniej części zamku i miała trzy półkoliste absydy. W centralnej części świątyni zachowały się podstawy czterech słupów, naprzeciwko których na południe i północ od wewnętrznej strony ścian odkryto dwie prostokątne lizeny. Świątynia zbudowana była z kamieni połączonych za pomocą spoiwa z wapna. Przy południowo-zachodnim jej rogu zachowały się fragmenty ściany, wygładzonej od strony wewnętrznej za pomocą bloków wapiennych. Ściany świątyni miały grubość do 1,5 m. Świątynia z nieznanych powodów nie została ukończona, o czym świadczą brak podłogi oraz śladów stropów, położonych na górze ścian. Miejsce to w połowie XII wieku zostało przekształcone w nekropolię. Odkryto tu 21 pochówków ze szczątkami w drewnianych trumnach. W pierwszej połowie XIII wieku na tym terenie wytyczono ulicę i położono drewnianą nawierzchnię. Prawdopodobnie zamek posiadał drugą świątynię. Źródła pisane z XVI wieku wzmiankują o Sobornej cerkwi. Przypuszczalnie zapis odnosił się do świątyni zlokalizowanej w pobliżu bramy i zaznaczonej na osiemnastowiecznych planach.
Architektura pierwszej świątyni mińskiej była charakterystyczna dla XI wieku, o czym świadczą trzy absydy. Według archeologów to miejsce kultu nie ma sobie podobnych wśród monumentalnych budowli na Rusi. Świątynia połocka, na przykład, została zbudowana z cegieł, tak samo, jak inne znane najstarsze świątynie Białorusi. Do Mińska prawdopodobnie został zaproszony mistrz szkoły romańskiej, który do wzniesienia murów wykorzystał kamienie, połączone spoiwem. Z badań wynika, że architekt dążył do stworzenia skromnej świątyni, która mimo to miała zostać ozdobą zamku i dominować w tej części dzielnicy. Fakt, że za wzorzec nie przyjęto połockiego sposobu wznoszenia budowli monumentalnych, pozwala na stwierdzenie, że pracę nad świątynią mińską rozpoczęto między 1069 a 1073 rokiem, gdy zamek mógł należeć do Jaropełka Iziasławicza, siostrzeńca Kazimierza Odnowiciela. Przypuszczalnie Jaropełk utrzymywał ścisłe stosunki z dworem wuja, co wpłynęło na wykorzystanie zachodniego modelu budowy obiektów sakralnych.